# Pravoslaven
Pravoslaven (bulgariska: Православен) är ett distrikt i Bulgarien.   Det ligger i kommunen Obsjtina Părvomaj och regionen Plovdiv, i den centrala delen av landet, 170 km öster om huvudstaden Sofia.
Trakten runt Pravoslaven består till största delen av jordbruksmark. Runt Pravoslaven är det ganska tätbefolkat, med 58 invånare per kvadratkilometer.